# Blue Blink
Blue Blink (яп. 青いブリンク, Aoi Burinku) — фентезійний пригодницький аніме-серіал, створений Осаму Тедзукою. Аніме знято за мотивами класичного мультфільму «Горбоконик» Івана Іванова-Вано. Фільм, у свою чергу, заснований на казці Петра Павловича Єршова «Горбоконик».
Це був останній аніме-серіал Тедзуки. Він помер під час виробництва серіалу. Студія завершила постановку за його планами. Серіал транслювався на Anime Sols, але був видалений, оскільки не досягнув своєї мети — збору коштів на DVD. Наразі він доступний для легального перегляду лише на Viki.com.

## Сюжет
Історія починається із зустрічі героя, Какеру, з містичним поні на ім'я Блінк. Какеру рятує Блінка від грозової зливи, і на знак подяки Блінк розповідає йому, що якщо він коли-небудь потрапить у біду, все, що потрібно зробити Какеру — це тричі вигукнути його ім'я, і він з'явиться.
Наприкінці літа, коли Какеру повертається додому, його батька, письменника дитячих оповідань, викрадають. Какеру, плачучи, вигукує ім'я Блінка, і, як і обіцяв, Блінк негайно з'являється, і вони вдвох вирушають на пошуки батька Какеру.

## Список серій
| Серія | Назва                                                            |
| ----- | ---------------------------------------------------------------- |
| 1     | Відправлення до далекого-далекого краю                           |
| 2     | Таємниця сірого ранчо                                            |
| 3     | В’язень будинку Роуз                                             |
| 4     | Кривий слоновий замок                                            |
| 5     | Монстр-догітра жовтого форту                                     |
| 6     | Таємничий плід блакитного містечка                               |
| 7     | Крах! Мохова зелена автогонка!                                   |
| 8     | Острів спокус — Кобальт                                          |
| 9     | Бійцівська країна — Червоний Баал                                |
| 10    | Таємничий ліс — Сепія                                            |
| 11    | Тераса — Місто первинних кольорів                                |
| 12    | Серце-викрадач пурпурного міста                                  |
| 13    | Броньований гарматний поїзд коричневого міста                    |
| 14    | Дитяче місто, Веселка                                            |
| 15    | Світловий ковчег Золотої долини                                  |
| 16    | Місто ворожінь: М'ятно-зелене                                    |
| 17    | Молочно-біле: Таємниця храму в небі                              |
| 18    | Чи розцвіте?: Квітка темряви в смарагдовому лісі                 |
| 19    | До Темної річки! Таємничі ультрамаринові рівнини!!               |
| 20    | Тваринний рай: Гарпія зелена                                     |
| 21    | Жовта акація: Місто без зелені та квітів                         |
| 22    | План любові! Летімо в перському блакитному!!                     |
| 23    | Легенда про Девіса Грея! Блінк перетворюється на скам’янілість!! |
| 24    | Підводне місто: Русалоча принцеса Пальма                         |
| 25    | Блінк зникає в оперному місті                                    |
| 26    | Воскресіння! Флуоресцентні метелики червоної річки               |
| 27    | Таємниця! Замок пригод, Індиго                                   |
| 28    | Любов знову! Запекла битва у винно-червоному морі                |
| 29    | Ворог чи друг? Детектив оранжевого каменю                        |
| 30    | Знайди ключ істини! Руїни темно-пурпурового озера                |
| 31    | Золота янтарна долина                                            |
| 32    | Перевернуте місто, Небесно-блакитне                              |
| 33    | Зустріч знову! Мати і дитина в темній в'язниці                   |
| 34    | Самотній Какеру! Кошмар темного моря!!                           |
| 35    | Найсильніший солдат: Чорний самурай                              |
| 36    | До Темного замку! Зустріч з відвагою                             |
| 37    | Принц Хоро: Бронзова пастка                                      |
| 38    | Замок жаху в світлі і темряві                                    |
| 39    | Прощавай нескінченна подорож і Блінк                             |

## Музика
| Назва                   | Переклад                    | Виконавець     | Опис    |
| ----------------------- | --------------------------- | -------------- | ------- |
| Hitomi no Naka no Mirai | Майбутнє у твоїх очах       | Йоко Мінаміно  | Опенінг |
| Макенаіде, Юукі         | Не піддавайся, май мужність | Шінобу Накаяма | Ендінг  |